# Guianacara owroewefi
Guianacara owroewefi är en fiskart som beskrevs av Kullander och Nijssen, 1989. Guianacara owroewefi ingår i släktet Guianacara och familjen Cichlidae. Inga underarter finns listade i Catalogue of Life.